# Lison DOCG

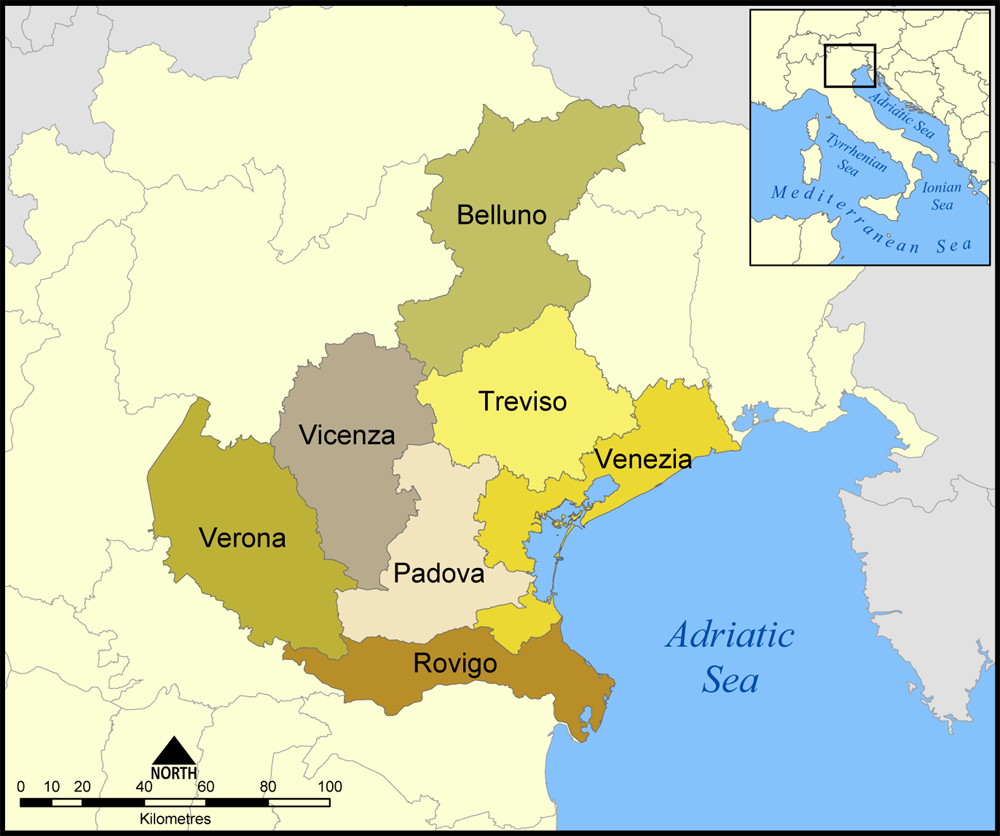
Lage und Provinzen der Region Venetien

Lison DOCG ist ein italienischer Weißwein, der in den Regionen Venetien und Friaul-Julisch Venetien erzeugt wird. Er besitzt die Auszeichnung einer kontrollierten und garantierten Herkunftsbezeichnung (DOCG), die am 7. März 2014 aktualisiert wurde. Der Wein kann unter der Bezeichnung „Lison“ oder „Lison classico“ vertrieben werden.

## Anbaugebiet
Der Anbau der Reben, die Vinifikation und die Abfüllung dürfen nur in folgenden Gemeinden stattfinden:
- in Gemeinden der Metropolitanstadt Venedig: Annone Veneto, Cinto Caomaggiore, Gruaro, Fossalta di Portogruaro, Pramaggiore, Teglio Veneto,  und Teile der Gemeindegebiete von Caorle, Concordia Sagittaria, Portogruaro, San Michele al Tagliamento, San Stino di Livenza
- in Gemeinden der Provinz Treviso: Meduna di Livenza und Teile der Gemeindegebiete von Motta di Livenza;
- in Gemeinden der Region Friaul-Julisch Venetien: Chions, Cordovado, Pravisdomini und Teile der Gemeindegebiete von Azzano Decimo, Morsano al Tagliamento, Sesto al Reghena.[1]

## Erzeugung
Folgende Rebsorte ist für die Erzeugung zugelassen: 85–100 % Tocai Friulano, der hier auch Tai genannt wird. 0–15 % dürfen andere weiße Rebsorten sein, die in Gemeinden der Metropolitanstadt Venedig, in der Treviso oder in Friaul-Julisch Venetien zum Anbau zugelassen sind.

## Beschreibung
Laut Denomination (Auszug):

### Lison und Lison Classico
- Farbe: mehr oder weniger strohgelb, mit grünlichen bis goldenen Reflexen
- Geruch:charakteristisch, angenehm
- Geschmack: trocken, samtig, gelegentlich mit einem Hauch von Holz
- Alkoholgehalt: mindestens 12,0 % Vol. (mit der Auszeichnung „classico“ mind. 12,5 %)
- Säuregehalt: mind. 4,5 g/l
- Trockenextrakt: mind. 20,0 g/l